# Вальд (Цюрих)
Вальд (нем. Wald ZH) — коммуна в Швейцарии, в кантоне Цюрих.
Входит в состав округа Хинвиль. Население составляет 8862 человека (на 31 декабря 2007 года). Официальный код — 0120.

## Фотографии

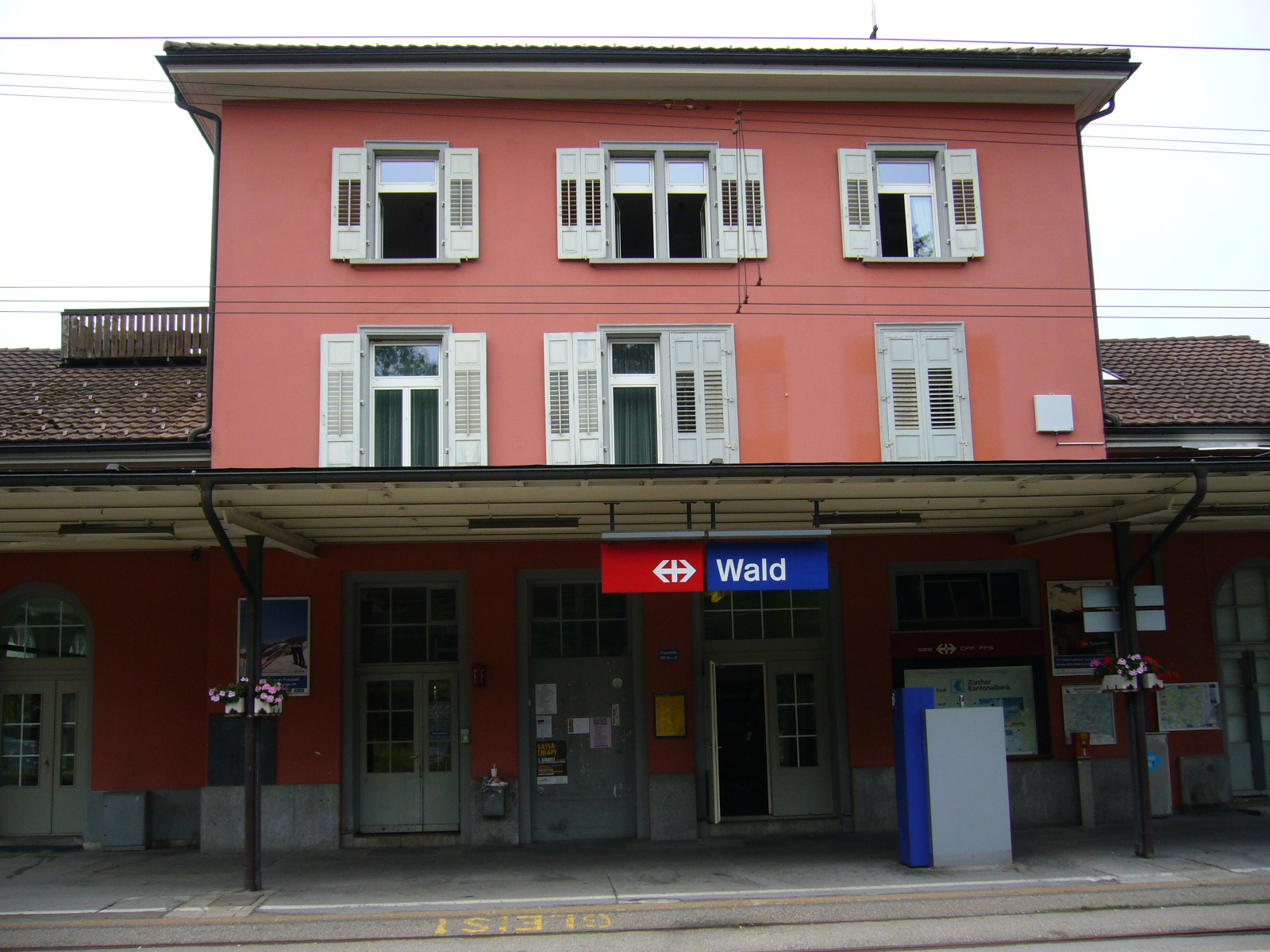
Вокзал
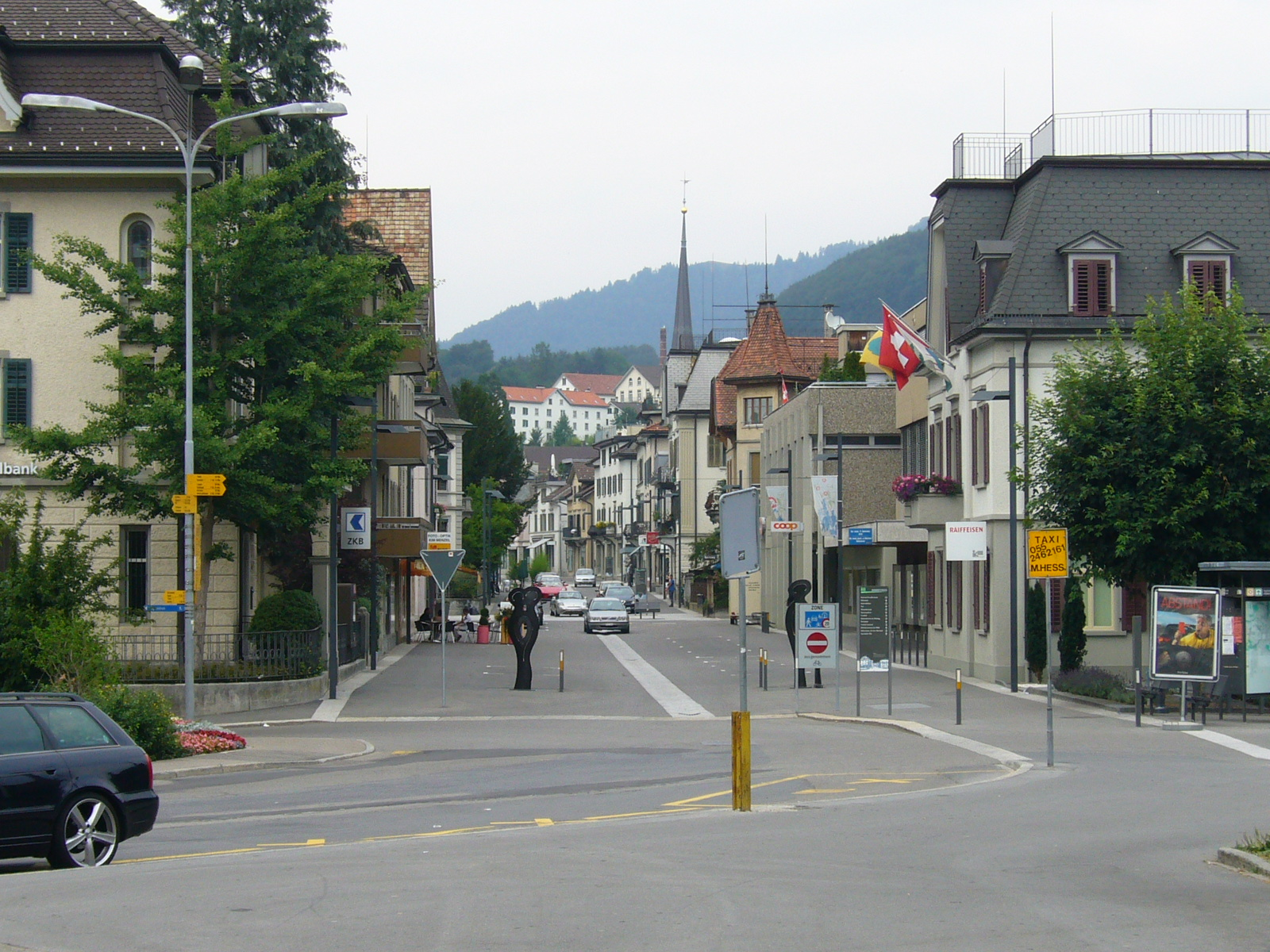
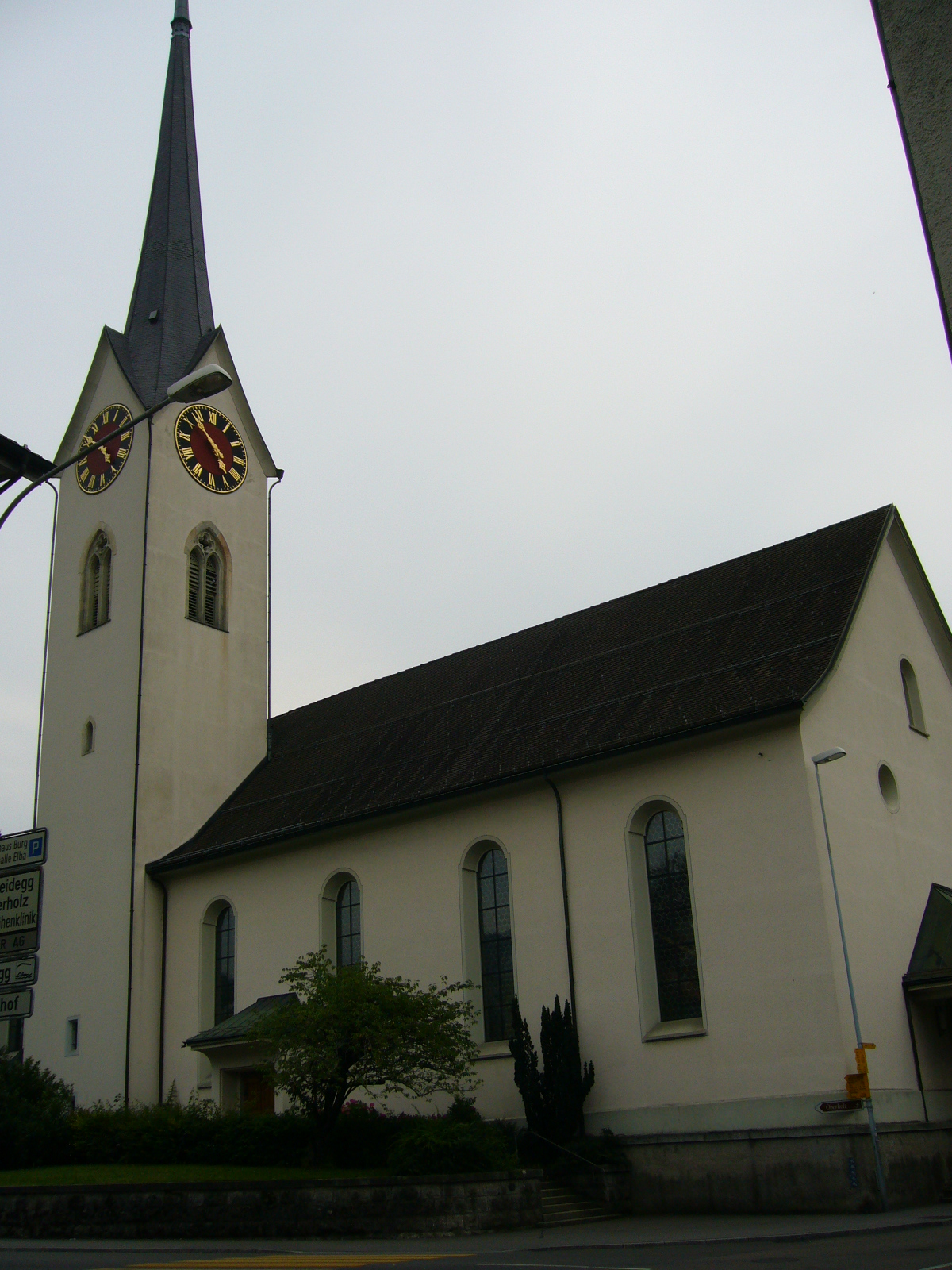